# ポンパ
ポンパ（POMPA）は、日立製作所の登録商標の一つで、日立が製造していたカラーテレビの宣伝マスコット、並びにキャッチフレーズである。1960年代末期から1970年代にわたって、とりわけキドカラーのキャッチフレーズとして使用された。

## 概要
真空管全盛期時代のテレビ受像機は、電源投入から走査線（ラスタ）が現われ、画面が安定するまでに約1分を要していたが、RCAの技術供与を受けていた日立では、待機時にもブラウン管や真空管のヒーターを予熱しておくことにより（電源コードをコンセントに差したままにしておく。結果として待機電力を消費する）電源を入れると瞬間受像のできるテレビが実用化されていた。テレビに使用するトランジスタ等の半導体（増幅素子）は高い電圧で使用することが要求され、すべてを半導体化することができなかった。
ブラウン管の蛍光体に希土類を添加して輝度を改良した『キドカラー』も、1960年末に全面的にトランジスタを採用（ソリッドステート化）し、ウォーミングアップ時間が更に短縮され、真空管を使用しない瞬間受像のソリッドステート・キドカラーを「ポンパ」の愛称で国産化した。電源スイッチを「ポン」と入れると、画面に映像が「パッ」と出る事や故障率が従来のモデルから1/20に低減したこと、19型モデルで140wの消費電力など他社モデルには無い優位性を押し出し、2年間で100万台を売り上げるヒット商品になった。
キドカラーが登場した際、『キド坊や』と呼ばれるインディアンを模したキャラクターを使用し、ロゴを大書した飛行船『キドカラー号』も飛ばし、『日立キドカラーの歌』（作詞作曲：小林亜星、歌唱：ザ・ピーナッツ）で提供番組を通じ消費者への浸透を図った。続いてソリッドステート化の際に烏を模したマスコット『ポンパ君』をCMに登場させ、「真空管が一本もない」とアピールした。この為、狭義では、『ポンパ君』のみを指して「ポンパ」と呼ばれる場合もある。又、日本国有鉄道と提携し、蒸気機関車と改造客車の移動ショールーム『日立ポンパ号』で全国行脚したことも、販拡に大きく寄与した。
1970年代後半になると、イメージキャラクターに王貞治を起用した事により、ポンパ君は宣伝キャラクターとしての役目を終えて姿を消したが、1990年代までに製造された日立カラーテレビの取扱説明書に挿絵として描かれている。なお、1970年代にキドカラーを販売していた日立特約の電機店には、ポンパ君の像が現存している所もある。
また、ワイド／フラットテレビ「マジックウインドゥ」などのCMキャラクターとして、1990年代後半に一時復活して本木雅弘と共演したが、この時のポンパ君は着ぐるみで従来のポンパ君とは違い、全体がボサボサだった。

## その他
- 2007年上半期の芥川賞受賞作『アサッテの人』（諏訪哲史）中、登場人物が「ポンパ」と言葉を発する場面がある。
- TBS系列「リンカーン」で放映されている「リンカーンRADIO」で、浜田雅功が「ポンパ」とはどんな物か紹介していた。